# 76ª Mostra internazionale d'arte cinematografica di Venezia

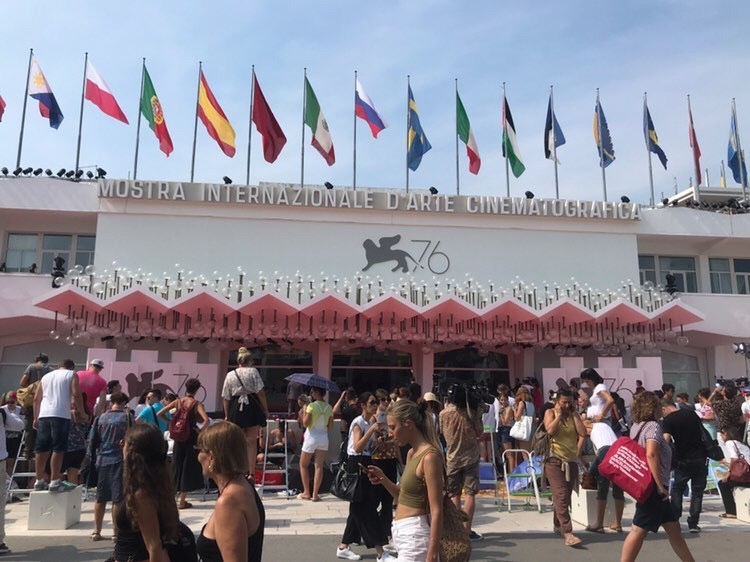
Il Palazzo del Cinema di Venezia durante la Mostra.

La 76ª edizione della Mostra internazionale d'arte cinematografica si è svolta a Venezia dal 28 agosto al 7 settembre 2019, diretta da Alberto Barbera e organizzata dalla Biennale presieduta da Paolo Baratta. Il film d'apertura della Mostra è stato Le verità di Hirokazu Kore'eda, mentre The Burnt Orange Heresy di Giuseppe Capotondi è stato quello di chiusura.
La giuria del concorso principale, presieduta dalla regista e sceneggiatrice argentina Lucrecia Martel, ha assegnato il Leone d'oro al miglior film allo statunitense Joker di Todd Phillips, che l'ha dedicato al cast e alla troupe del film, fra i quali a Bradley Cooper. L'attrice italiana Alessandra Mastronardi ha presentato la cerimonia d'apertura e di chiusura della manifestazione.

## Giurie

### Concorso principale

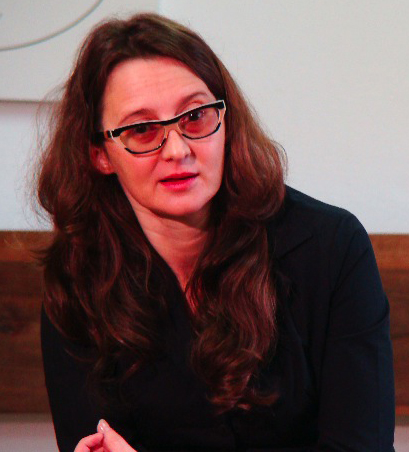
La presidente di giuria Lucrecia Martel

- Lucrecia Martel, regista e sceneggiatrice (Argentina) - Presidente di Giuria
- Piers Handling, storico e critico (Canada)
- Mary Harron, regista (Canada)[8]
- Stacy Martin, attrice (Francia)
- Rodrigo Prieto, direttore della fotografia (Messico)
- Shin'ya Tsukamoto, regista (Giappone)
- Paolo Virzì, regista (Italia)

### Orizzonti
- Susanna Nicchiarelli, regista (Italia) - Presidente di Giuria
- Mark Adams, direttore artistico (Regno Unito)
- Rachid Bouchareb, regista (Francia)
- Álvaro Brechner, regista (Uruguay)
- Eva Sangiorgi, direttrice artistica (Italia)

### Venezia Opera Prima - Luigi De Laurentiis
- Emir Kusturica, regista (Serbia) - Presidente di Giuria
- Antonietta De Lillo, regista (Italia)
- Hend Sabry, attrice (Tunisia)
- Michael J. Werner, produttore (Stati Uniti d'America)
- Terence Nance, regista (Stati Uniti d'America)

### Venice Virtual Reality
- Laurie Anderson, artista, compositrice e regista (Stati Uniti d'America) - Presidente di Giuria
- Francesco Carrozzini, fotografo e regista (Italia)
- Alysha Naples, designer (Italia)

### Venezia Classici
- Costanza Quatriglio, regista (Italia)

## Sezioni principali

### In concorso
- Ad Astra, regia di James Gray (Stati Uniti d'America)
- Babyteeth, regia di Shannon Murphy (Australia)
- La candidata ideale (The Perfect Candidate), regia di Haifaa Al-Mansour (Arabia Saudita, Germania)
- Ema, regia di Pablo Larraín (Cile)
- Gloria Mundi, regia di Robert Guédiguian (Francia, Italia)
- Guest of Honour, regia di Atom Egoyan (Canada)
- A herdade, regia di Tiago Guedes (Portogallo, Francia)
- Jìyuántái qīhào, regia di Yonfan (Hong Kong)
- Joker, regia di Todd Phillips (Stati Uniti d'America)
- Lán xīn dà jùyuàn, regia di Lou Ye (Cina)
- La mafia non è più quella di una volta, regia di Franco Maresco (Italia)
- Martin Eden, regia di Pietro Marcello (Italia, Francia)
- Nabarvené ptáče, regia di Václav Marhoul (Repubblica Ceca, Slovacchia, Ucraina)
- Om det oändliga, regia di Roy Andersson (Svezia, Germania, Norvegia)
- Panama Papers (The Laundromat), regia di Steven Soderbergh (Stati Uniti d'America)
- Il sindaco del rione Sanità, regia di Mario Martone (Italia)
- Storia di un matrimonio (Marriage Story), regia di Noah Baumbach (Stati Uniti d'America)
- L'ufficiale e la spia (J'accuse), regia di Roman Polański (Francia, Italia)
- Le verità (La Vérité), regia di Hirokazu Kore'eda (Francia, Giappone) - film d'apertura
- Waiting for the Barbarians, regia di Ciro Guerra (Italia)
- Wasp Network, regia di Olivier Assayas (Francia, Brasile, Spagna, Belgio)

### Fuori concorso

#### Fiction
- Adults in the Room, regia di Costa-Gavras (Francia, Grecia)
- The Burnt Orange Heresy, regia di Giuseppe Capotondi (Regno Unito, Italia) - film di chiusura
- Mosul, regia di Matthew Michael Carnahan (Stati Uniti d'America)
- Il re (The King), regia di David Michôd (Australia, Stati Uniti d'America)
- Seberg - Nel mirino (Seberg), regia di Benedict Andrews (Stati Uniti d'America)
- Tutto il mio folle amore, regia di Gabriele Salvatores (Italia)
- Vivere, regia di Francesca Archibugi (Italia)

#### Non fiction
- 45 Seconds of Laughter, regia di Tim Robbins (Stati Uniti d'America)
- Citizen K, regia di Alex Gibney (Regno Unito, Stati Uniti d'America)
- Citizen Rosi, regia di Didi Gnocchi e Carolina Rosi (Italia)
- Colectiv, regia di Alexander Nanau (Romania, Lussemburgo)
- I diari di Angela - Noi due cineasti. Capitolo secondo, regia di Yervant Gianikian e Angela Ricci Lucchi (Italia)
- The Kingmaker, regia di Lauren Greenfield (Stati Uniti d'America)
- Il pianeta in mare, regia di Andrea Segre (Italia)
- Roger Waters: Us + Them, regia di Roger Waters (Regno Unito)
- State Funeral, regia di Sergei Loznitsa (Paesi Bassi, Lituania)
- Woman, regia di Yann Arthus-Bertrand e Anastasia Mikova (Francia)

#### Proiezioni speciali
- Electric Swan, regia di Kōnstantina Kotzamanī - mediometraggio (Francia, Grecia, Argentina)
- Eyes Wide Shut, regia di Stanley Kubrick (Stati Uniti d'America, Regno Unito, 1999)
- Irréversible - Inversion intégrale, regia di Gaspar Noé (Francia, 2002)
- Never Just a Dream: Stanley Kubrick And Eyes Wide Shut, regia di Matt Wells – cortometraggio (Regno Unito)
- The New Pope – serie TV, episodi 1x02-1x07 (Italia, Stati Uniti d'America)
- No One Left Behind, regia di Guillermo Arriaga – cortometraggio (Messico)
- ZeroZeroZero – serie TV, episodi 1x01-1x02 (Italia, Francia)

### Orizzonti

#### Lungometraggi
- Atlantis (Atlantyda), regia di Valentyn Vasjanovyč (Ucraina)
- Blanco en blanco, regia di Théo Court (Spagna, Cile, Francia, Germania)
- Borot'mokmedi, regia di Dmitry Mamuliya (Georgia, Russia)
- Chola, regia di Sasidharan Sanal Kumar (India)
- Un figlio (Un fils), regia di Mehdi M. Barsaoui (Tunisia, Francia, Libano, Qatar)
- Giants Being Lonely, regia di Great Patterson (Stati Uniti d'America)
- Hava, Maryam, Ayesha, regia di Sahraa Karimi (Afghanistan)
- Madre, regia di Rodrigo Sorogoyen (Spagna, Francia)
- Mes jours de gloire, regia di Antoine De Bary (Francia)
- Metri šiš o nim, regia di Sa'id Rustayi (Iran)
- Moffie, regia di Oliver Hermans (Sudafrica)
- Nevia, regia di Nunzia De Stefano (Italia)
- Pelikanblut, regia di Katrin Gebbe (Germania, Bulgaria)
- Qìqiú, regia di Pema Tseden (Cina)
- Revenir, regia di Jessica Palud (Francia)
- Rialto, regia di Peter Mackie Burns (Irlanda)
- Sole, regia di Carlo Sironi (Italia)
- Verdict, regia di Raymund Ribas Gutierrez (Filippine)
- Zumiriki, regia di Oskar Alegria (Spagna)

#### Cortometraggi in concorso
- Cães que ladram aos pássaros, regia di Leonor Teles (Portogallo)
- Le coup des larmes, regia di Clémence Poésy (Francia)
- Darling, regia di Saim Sadiq (Pakistan, Stati Uniti d'America)
- Delphine, regia di Chloé Robichaud (Canada)
- The Diver, regia di Jamie Helmer e Michael Leonard (Francia, Australia)
- Fiebre austral, regia di Thomas Woodroffe (Cile)
- Give Up the Ghost, regia di Zain Duraie (Giordania, Svezia)
- Kingdom Come, regia di Sean Robert Dunn (Regno Unito)
- Morae, regia di Kim Kyung-rae (Corea del Sud)
- Nach zwei Stunden waren zehn Minuten vergangen, regia di Steffen Goldkamp (Germania)
- Sh_t Happens, regia di David Štumpf e Michaela Mihályi (Repubblica Ceca, Slovacca)
- Supereroi senza superpoteri, regia di Beatrice Baldacci (Italia)
- Roqaia, regia di Diana Saqeb Jamal (Afghanistan, Bangladesh)

#### Cortometraggi fuori concorso
- Condor One, regia di Kevin Jerome Everson (Stati Uniti d'America)
- GUO4, regia di Peter Strickland (Ungheria)

### Venezia Classici

#### Restauri cinematografici
- La casa è nera (Khaneh siah ast), regia di Forough Farrokhzad (Iran, 1962)
- La commare secca, regia di Bernardo Bertolucci (Italia, 1962)
- Crash, regia di David Cronenberg (Canada, 1996)
- Estasi (Ekstase), regia di Gustav Machatý (Cecoslovacchia, 1933) - film di pre-apertura[9]
- Estasi di un delitto (Ensayo de un crimen), regia di Luis Buñuel (Messico, 1955)
- Francisca, regia di Manoel de Oliveira (Portogallo, 1981)
- Il grande gaucho (Way of a Gaucho), regia di Jacques Tourneur (Stati Uniti d'America, 1952)
- Maria Zef, regia di Vittorio Cottafavi (Italia, 1981)
- Mauri, regia di Merata Mita (Nuova Zelanda, 1988)
- La morte di un burocrate (La muerte de un burócrata), regia di Tomás Gutiérrez Alea (Cuba, 1966)
- New York, New York, regia di Martin Scorsese (Stati Uniti d'America, 1977)
- Nella corrente (Sodrásban), regia di István Gaál (Ungheria, 1963)
- Il passaggio del Reno (Le Passage du Rhin), regia di André Cayatte (Francia, Germania, Italia, 1960)
- Radiazioni BX: distruzione uomo (The Incredible Shrinking Man), regia di Jack Arnold (Stati Uniti d'America, 1957)
- Lo sceicco bianco, regia di Federico Fellini (Italia, 1952)
- Snack bar blues (Out of the Blue), regia di Dennis Hopper (Canada, Stati Uniti d'America, 1980)
- Strategia del ragno, regia di Bernardo Bertolucci (Italia, 1970)
- Tappehha-ye Marlik, regia di Ebrahim Golestan (Iran, 1964)
- Tiro al piccione, regia di Giuliano Montaldo (Italia, 1961)
- Viburno rosso (Kalina krasnaja), regia di Vasilij Makarovič Šukšin (Unione Sovietica, 1973)

#### Documentari
- 800 Mal Einsam - ein Tag mit dem Filmemacher Edgar Reitz, regia di Anna Hepp (Germania)
- Andrey Tarkovsky: A Cinema Prayer, regia di Andrej A. Tarkovskij (Russia)
- Babenco - Alguém tem que ouvir o coração e dizer: parou, regia di Bárbara Paz (Brasile)
- Boia, maschere e segreti: L'horror italiano degli anni sessanta, regia di Steve Della Casa (Italia)
- Fellini fine mai, regia di Eugenio Cappuccio (Italia)
- Fulci for Fake, regia di Simone Scafidi (Italia)
- Life as a B-movie: Piero Vivarelli, regia di Fabrizio Laurenti e Niccolò Vivarelli (Italia)
- Leap of Faith: William Friedkin on The Exorcist, regia di Alexandre O. Philippe (Stati Uniti d'America)
- Se c'è un aldilà sono fottuto: Vita e cinema di Claudio Caligari, regia di Simone Isola e Fausto Trombetta (Italia)

### Sconfini
- American Skin, regia di Nate Parker (Stati Uniti d'America)
- Beyond the Beach - The Hell and the Hope, regia di Graeme A. Scott e Buddy Squires (Regno Unito)
- Chiara Ferragni - Unposted, regia di Elisa Amoruso (Italia)
- Effetto domino, regia di Alessandro Rossetto (Italia)
- Les épouvantails, regia di Nouri Bouzid (Tunisia, Francia)
- Il varco, regia di Federico Ferrone e Michele Manzolini (Italia)

### Eventi speciali
- Goodbye Dragon Inn (Bú sàn), regia di Tsai Ming-liang (Taiwan, 2003)

## Sezioni autonome e parallele

### Settimana internazionale della critica

#### In concorso
- Jeedar el sot, regia di Ahmad Ghossein (Libano, Francia, Qatar)
- Partenonas, regia di Mantas Kvedaravičius (Lituania, Ucraina, Francia)
- El príncipe, regia di Sebastian Muñoz (Cile, Argentina, Belgio)
- Psykosia, regia di Marie Grahtø (Danimarca, Finlandia)
- Rare Beasts, regia di Billie Piper (Regno Unito)
- Sayidat albahr, regia di Shahad Ameen (Emirati Arabi Uniti, Iraq, Arabia Saudita)
- Tony Driver, regia di Ascanio Petrini (Italia, Messico)

#### Fuori concorso
- Bombay Rose, regia di Gitanjali Rao (India, Regno Unito, Francia) - film d'apertura[10]
- Sanctorum, regia di Joshua Gil (Messico, Repubblica Dominicana, Qatar) - film di chiusura[10]

### Giornate degli Autori

#### In concorso
- 5 è il numero perfetto, regia di Igort (Italia, Belgio, Francia)
- Aru sendō no hanashi, regia di Joe Odagiri (Giappone)
- Barn, regia di Dag Johan Haugerud (Norvegia, Svezia)
- Bor mi vanh chark, regia di Mattie Do (Laos)
- Corpus Christi (Boże Ciało), regia di Jan Komasa (Polonia, Francia)
- Un divano a Tunisi (Un divan à Tunis), regia di Manele Labidi Labbé (Tunisia, Francia)
- Lingua franca, regia di Isabel Sandoval (Stati Uniti d'America)
- La Llorona, regia di Jayro Bustamante (Guatemala, Francia)
- Un monde plus grand, regia di Fabienne Berthaud (Francia, Belgio)
- Seules les bêtes, regia di Dominik Moll (Francia, Germania) - film d'apertura[11]
- You Will Die at 20, regia di Amjad Abu Alala (Sudan, Francia, Egitto, Germania, Norvegia)

#### Fuori concorso
- Les chevaux voyageurs, regia di Bartabas (Francia) - film di chiusura[11]
- Lectura Ovidii, regia di Davide Cavuti (Italia)

#### Eventi speciali
- Burning Cane, regia di Phillip Youmans (Stati Uniti d'America)
- House of Cardin, regia di P. David Ebersole e Todd Hughes (Stati Uniti d'America)
- Mio fratello rincorre i dinosauri, regia di Stefano Cipani (Italia, Spagna)
- Mondo Sexy, regia di Mario Sesti (Italia)
- Il prigioniero, regia di Federico Olivetti – cortometraggio (Italia)
- Scherza con i fanti, regia di Gianfranco Pannone (Italia)

#### Miu Miu Women's Tales
- #17 Shako Mako, regia di Hailey Gates – cortometraggio (Italia, Stati Uniti d'America)
- #18 Brigitte, regia di Lynne Ramsay – cortometraggio (Italia, Regno Unito)

#### Notti veneziane
- La legge degli spazi bianchi, regia di Mauro Caputo (Italia)
- Emilio Vedova: Dalla parte del naufragio, regia di Tomaso Pessina (Italia)
- The Great Green Wall, regia di Jared P. Scott (Regno Unito)
- Cercando Valentina, regia di Giancarlo Soldi (Italia)
- Sufficiente, regia di Maddalena Stornaiuolo e Antonio Ruocco – cortometraggio (Italia)

## Premi

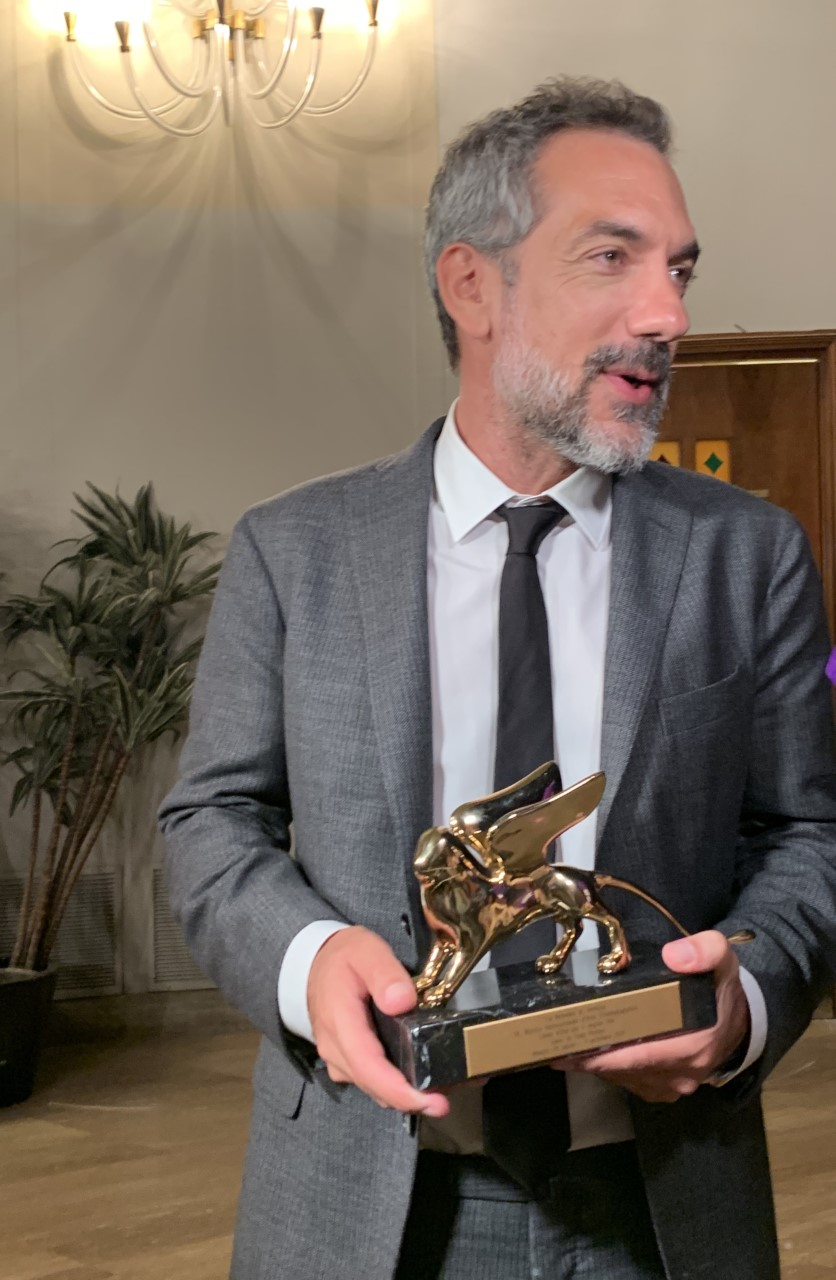
Todd Phillips con il Leone d'oro

### Premi della selezione ufficiale
- Leone d'oro al miglior film: Joker, regia di Todd Phillips
- Leone d'argento - Gran premio della giuria: L'ufficiale e la spia (J'accuse), regia di Roman Polański
- Leone d'argento per la miglior regia: Roy Andersson per Om det oändliga
- Coppa Volpi per la migliore interpretazione femminile: Ariane Ascaride per Gloria Mundi
- Coppa Volpi per la migliore interpretazione maschile: Luca Marinelli per Martin Eden
- Premio Osella per la migliore sceneggiatura: Yonfan per Jìyuántái qīhào
- Premio speciale della giuria: La mafia non è più quella di una volta, regia di Franco Maresco
- Premio Marcello Mastroianni ad un attore o attrice emergente: Toby Wallace per Babyteeth

### Orizzonti
- Premio Orizzonti per il miglior film: Atlantis (Atlantyda), regia di Valentyn Vasjanovyč
- Premio Orizzonti per la miglior regia: Théo Court per Blanco en blanco
- Premio speciale della giuria: Verdict, regia di Raymund Ribas Gutierrez
- Premio Orizzonti per la miglior interpretazione femminile: Marta Nieto per Madre
- Premio Orizzonti per la miglior interpretazione maschile: Sami Bouajila per Un figlio (Un fils)
- Premio Orizzonti per la miglior sceneggiatura: Jessica Palud, Philippe Lioret e Diastème per Revenir
- Premio Orizzonti per il miglior cortometraggio: Darling, regia di Salim Sadiq

### Leone del futuro - Premio opera prima "Luigi De Laurentiis"
- You Will Die at 20, regia di Amjad Abu Alala

### Venice Virtual Reality
- Premio miglior VR: The Key, regia di Céline Tricart
- Premio migliore esperienza VR (per contenuto interattivo): A linha, regia di Ricardo Laganaro
- Premio migliore storia VR (per contenuto lineare): Daughters of Chibok, regia di Joel Kachi Benson

### Venezia Classici
- Premio Venezia Classici per il miglior documentario sul cinema: Babenco - Alguém tem que ouvir o coração e dizer: parou, regia di Bárbara Paz
- Premio Venezia Classici per il miglior film restaurato: Estasi (Ekstase), regia di Gustav Machatý

### Premi collaterali
- Premio Campari Passion for Film: Luca Bigazzi[12]
- Kinéo International Award 2019: Sienna Miller[13]
- Queer Lion: El príncipe di Sebastián Muñoz[14]
- Premio FIPRESCI: 
  - Concorso: L'ufficiale e la spia (J'accuse), regia di Roman Polański
  - Orizzonti e delle sezioni parallele: Blanco en blanco, regia di Théo Court
- Premio SIGNIS: Babyteeth, regia di Shannon Murphy
  - Menzione speciale : Waiting for the Barbarians, regia di Ciro Guerra
- Leoncino d'oro Agiscuola: Il sindaco del rione Sanità, regia di Mario Martone
  - Segnalazione Cinema For Unicef: Nabarvené ptáče, regia di Václav Marhoul
- Premio Pasinetti: Il sindaco del rione Sanità, regia di Mario Martone
  - Premio speciale ai migliori attori: Francesco Di Leva e Massimiliano Gallo per Il sindaco del rione Sanità
  - Premio speciale per la miglior attrice: Valeria Golino per 5 è il numero perfetto, Adults in the Room e Tutto il mio folle amore
  - Premio speciale: Citizen Rosi, regia di Didi Gnocchi e Carolina Rosi
- Premio Brian: La candidata ideale (The Perfect Candidate), regia di Haifaa Al Mansour
- Premio per l'inclusione Edipo Re: Boże Ciało, regia di Jan Komasa
- Premio Fanheart3:
  - Graffetta d'oro al miglior film: Joker, regia di Todd Phillips
  - Nave d'argento alla migliore OTP: Milla/Moses per Babyteeth, regia di Shannon Murphy
  - VR Fan Experience: Wolves in the Walls, regia di Pete Billington
- Arca CinemaGiovani:
  - Miglior film: Ema, regia di Pablo Larraín
  - Miglior film italiano: Martin Eden, regia di Pietro Marcello
- Premio CICT - UNESCO "Enrico Fulchignoni": 45 Seconds of Laughter, regia di Tim Robbins
- Premio FEDIC: Sole, regia di Carlo Sironi
  - Menzione speciale: Nevia, regia di Nunzia De Stefano
  - Menzione speciale per il miglior cortometraggio: Supereroi senza superpoteri, regia di Beatrice Baldacci
- Premio Filming Italy: American Skin, regia di Nate Parker
- Premio Fondazione Mimmo Rotella: Giuseppe Capotondi, Donald Sutherland e Mick Jagger per The Burnt Orange Heresy
- Premio Lanterna Magica: Sole, regia di Carlo Sironi
- Premio Gillo Pontecorvo Award: Miao Xiaotian
- Premio Smithers Foundation Award: Babyteeth, regia di Shannon Murphy
- Premio INTERFILM per la Promozione del Dialogo Interreligioso: Bik eneich - Un fils, regia di Mehdi M. Barsaoui
- Green Drop Award: L'ufficiale e la spia (J'accuse), regia di Roman Polański
  - Premio alla carriera: Stefania Sandrelli
  - Edizione speciale Ecologia e Cultura: Claudio Bonivento
- Premio Soundtrack Stars: Hildur Guðnadóttir per Joker
  - Premio speciale: Babyteeth, regia di Shannon Murphy
  - Premio speciale: Ferzan Özpetek[15]
- Premio Circolo del Cinema - 34. Settimana internazionale della critica: Jeedar el sot, regia di Ahmad Ghossein
- Premio Circolo del Cinema di Verona: Sayidat albahr, regia di Shahad Ameen
- Premio Mario Serandrei - Hotel Saturnia & International per il Miglior Contributo Tecnico: Jeedar el sot, regia di Ahmad Ghossein
- Premio Label Europa Cinema: Boże Ciało, regia di Jan Komasa
- Premio al miglior cortometraggio SIC@SIC 2019: Veronica non sa fumare, regia di Chiara Marotta
- Premio alla miglior regia SIC@SIC 2019: Il nostro tempo, regia di Veronica Spedicati
- Premio al miglior contributo artistico SIC@SIC 2019: Los océanos son los verdaderos continentes, regia di Tommaso Santambrogio
- Premio del Pubblico BNL (Gruppo BNP Paribas): Un divan à Tunis, regia di Manele Labidi Labbé

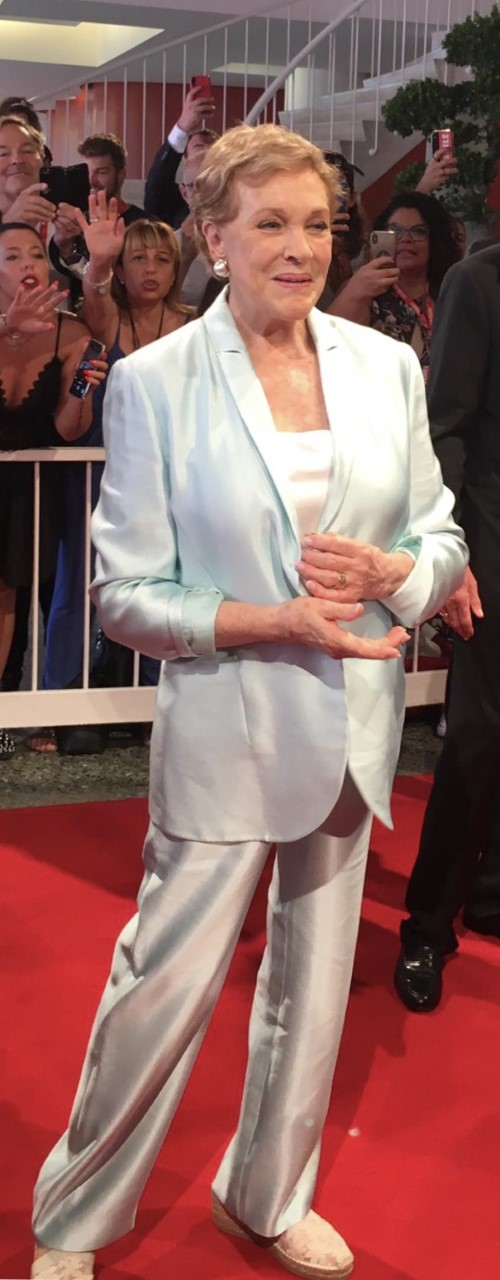
Julie Andrews

- Premio GdA Director's Award (Giornate degli Autori): La Llorona, regia di Jayro Bustamante
- Premio Human Rights Nights: Les épouvantails, regia di Nouri Bouzid
  - Menzione speciale: Blanco en blanco, regia di Théo Court
- Premio NuovoImaie Talent Award: Virginia Apicella per Nevia e Claudio Segaluscio per Sole
- Premio Sfera 1932: Woman, regia di Anastasia Mikova e Yann Arthus-Bertrand
  - Menzione d'onore: Qìqiú, regia di Pema Tseden
- Premio UNIMED (Unione delle Università del Mediterraneo): Ema, regia di Pablo Larraín
- Premio La Pellicola d'Oro:
  - Miglior maestro d'armi: Emiliano Novelli per Martin Eden, regia di Pietro Marcello
  - Miglior sarta di scena: Gabriella Lo Faro per Martin Eden, regia di Pietro Marcello
  - Miglior capo elettricista: Ettore Abate per Il sindaco del rione Sanità, regia di Mario Martone
- Premio Lizzani: Nevia, regia di Nunzia De Stefano
- Premio di critica sociale "Sorriso diverso Venezia 2019": 
  - Miglior film straniero: L'ufficiale e la spia (J'accuse), regia di Roman Polański
  - Miglior film italiano: Mio fratello rincorre i dinosauri, regia di Stefano Cipani
  - Menzione speciale: Lorenzo Sisto per Mio fratello rincorre i dinosauri

### Premi alla carriera
- Leone d'oro alla carriera: Julie Andrews e Pedro Almodóvar[16][17]
- Premio Jaeger-LeCoultre Glory to the Filmmaker: Costa-Gavras[18]